# The Marshall Mathers LP
The Marshall Mathers LP — третий студийный альбом американского рэпера Эминема, выпущенный 23 мая 2000 года лейблами Aftermath Entertainment и Interscope Records. Пластинка спродюсирована Dr. Dre и Эминемом, а также The 45 King, братьями Басс и Мел-Маном, и записана практически за два месяца в нескольких американских студиях. По сравнению с предыдущей работой музыканта, The Slim Shady LP, альбом отличается более интроспективной лирикой — Маршалл размышляет о своём восхождении к славе, критиках его песен и отчуждение от семьи и жены. Альбом причисляется к «трансгрессивной музыке» и сочетает в себе песни в жанрах хорроркор и хардкор-хип-хоп, а также сатирические треки. В записи принимали участие такие артисты, как Дайдо, RBX, Sticky Fingaz, D12, Snoop Dogg, Xzibit и Nate Dogg.
Как и The Slim Shady LP, пластинка была окружена ореолом споров и скандалов после выхода, в то же время ещё больше выдвинув Эминема на передний план американской поп-культуры. Основным поводом для споров были тексты песен, которые считались «жестокими, гомофобными, женоненавистническими», а также содержащие отсылки на резню в «Колумбайне». Леди США Линн Чейни подвергала The Marshall Mathers LP резкой критике за лирическое содержание на слушаниях Сената США, а канадское правительство даже рассматривало запрет Маршалла въезжать на территорию Канады. Несмотря на это, пластинка получила признание со стороны музыкальных критиков и слушателей, которые крайне высоко оценили лирику артиста и называли работу эмоционально глубокой. Редакция журнала Rolling Stone назвала The Marshall Mathers LP лучшим альбомом 2000 года.
The Marshall Mathers LP возглавил чарт Billboard 200 и оставался на вершине восемь недель подряд. Альбом был ещё более успешен с коммерческой точки зрения, чем предыдущая пластинка — за первую неделю тираж проданных копий составил 1,78 миллиона, что сделало его одним из самых быстрораспродаваемых студийных альбомов в США. К альбому вышли несколько синглов: «The Real Slim Shady», «The Way I Am», «Stan», «I’m Back» и «Bitch Please II».
Многочисленные журналы и сайты включают The Marshall Mathers LP в списки величайших альбомов всех времён и признаётся самой лучшей работой в карьере Эминема. Общее количество проданных копий по всему миру составило 25 миллионов; RIAA сертифицировала The Marshall Mathers LP как «бриллиантовую» запись. В 2001 году запись выиграла «Грэмми» в номинации «Лучший рэп-альбом» и был номинирован в категории «Альбом года», а ведущий сингл «The Real Slim Shady» победил в категории «Лучшее сольное рэп-исполнение». В 2013 году альбом получил «духовное» продолжение — The Marshall Mathers LP 2.

## Предыстория
Маршалл Брюс Мэтерс III, более известный под сценическим псевдонимом Эминем, в 1996 году записал и выпустил дебютный альбом Infinite, ставший полным провалом в коммерческом плане, что отразилось на лирике андеграундного рэпера. В 1997 году Эминем придумал себе альтер эго Слим Шейди и представил его в своём мини-альбоме Slim Shady EP. Заняв второе место на ежегодном общенациональном соревновании по рэп-баттлам Rap Olympics, Маршалла замечают сотрудники лейбла Interscope, которым артист передал кассету с мини-альбомом. Slim Shady EP добралась до генерального директора лейбла Джимми Айовина и основателя Aftermath Entertainment Dr. Dre. В 1999 году Эминем уже на крупном лейбле выпускает The Slim Shady LP, записанная при участии Дре и ставшая известной своим откровенным лирическим содержанием, полной упоминаний о наркотиках и насилия. Пластинка была успешной с коммерческой точки зрения — The Slim Shady LP дебютировала на втором месте чарта Billboard 200 с тиражом в 283 тысяч копий за первую неделю. В 2000 году альбом выиграл премию «Грэмми» в номинации «Лучший рэп-альбом», а его ведущий сингл «My Name Is» — в категории «Лучшее сольное рэп-исполнение».
The Slim Shady LP превратил Эминема из андеграундного рэпера во всемирно известную знаменитость. Если раньше артист изо всех сил пытался хоть как-то прокормить свою дочь Хэйли, то теперь его образ жизни резко изменился. В июне 1999 года музыкант женился на своей девушке Кимберли (Ким) Энн Скотт даже несмотря на то, что в The Slim Shady LP была песня «’97 Bonnie & Clyde», в которой Маршалл вместе со своей дочкой топил труп Ким. По началу рэперу было не по себе от приобретённой славы и испытывал стресс: «Сейчас я никому не доверяю, потому что все, кого я встречаю, встречают меня как Эминема… Я не знаю, общаются ли они со мной из-за того, что я им нравлюсь, или из-за того, что я знаменитость, или из-за того, что они думают, что смогут чего-то добиться от меня». В довесок, музыкант стал весьма одиозной личностью из-за своих текстов откровенного характера — его неоднократно называли «женоненавистником, нигилистом и сторонником домашнего насилия», а главный редактор Billboard Тимоти Уайт обвинил Маршалла в том, что «он зарабатывает деньги на страданиях мира».
Первоначально Эминем хотел назвать свою следующую работу Amsterdam, вдохновившись поездкой в Амстердам после выхода The Slim Shady LP и последующим употреблением тяжёлых наркотиков вместе со своими друзьями. «Свободное» употребление запрещённых веществ, которое артист наблюдал в столице Нидерландов, сильно повлияло на его желание открыто обсуждать о потреблении наркотиков, а также на создание оформления некоторой части пластинки.

## Запись

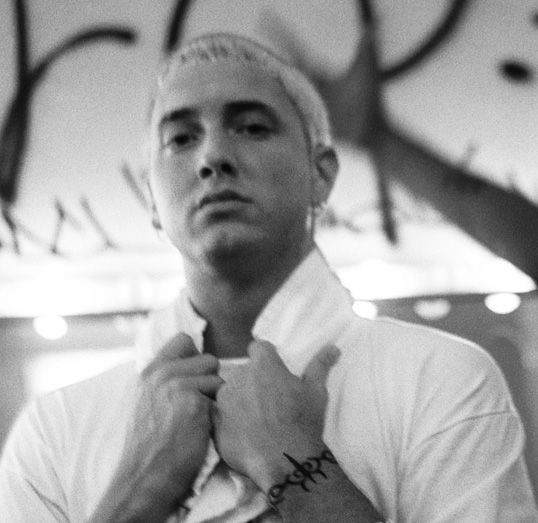
Выступление Эминема в Мюнхене, октябрь 1999 года

The Marshall Mathers LP была записана в течение двухмесячного так называемого «творческого запоя» — сессии записи песен длились по двадцать часов. Эминем хотел снизить шумиху вокруг своей персоны во время записи, чтобы сконцентрироваться на работе и распланировке каждой песни. Артист в тот период описывал себя как «студийную крысу», которая творчески извлекала выгоду из изолированной среды студии. Бо́льшая часть альбома записывалась спонтанно. Dr. Dre вспоминал: «Мы не просыпались в два часа ночи, не звонили друг другу с предложением „Я что-то придумал! Мы должны добраться до студии!“. Мы просто ждали и смотрели, что произойдёт, когда мы туда доберёмся». Маршалл говорил, что его «любимый» материал к лонгплею создавался по принципу «валять дурака» — так, текст к «Marshall Mathers» музыкант написал под небрежным бренчанием Джеффа Басса на гитаре, а бит к «Criminal» Эминем подслушал у Басса за игрой на фортепиано. «Kill You» артист написал после того, как услышал схожую мелодию во время телефонного разговора с Дре на заднем плане. Написав текст дома, Эминем встретился с продюсером, и они вдвоём записали трек.
Первой композицией, которую Эминем записал вскоре после завершения работы над The Slim Shady LP, была «Kim». Рэпер написал её в тот момент, когда они с Ким были разлучены, а источником вдохновения послужил неназванный мелодраматический фильм, который артист в одиночестве посмотрел в кино. Первоначально намереваясь написать своей жене любовную песню под экстази, Эминем отказался от какой-либо сентиментальности, и превратил «Kim» в ненавистническую. Плюс, он хотел создать короткий ужастик в формате песни. Когда пара помирилась, Маршалл просил Ким сказать, что она думает об этом: «Я помню, как моя тупая задница сказала: „Я знаю, что эта песня отстой, но она показывает, как сильно я забочусь о тебе“». Сингл «Stan» был спродюсирован The 45 King. Менеджер Эминема Пол Розенберг прислал ему кассету с несколькими битами продюсера, и один из них содержал семпл песни британской певицы Дайдо «Thank You». Целиком услышав в будущем трек певицы, который рассказывал об одержимом фанате артистки, Маршалл тут же решил написать свою интерпретацию. Процесс написания «Stan» разительно отличался от других песен, концепт которых формировался прямо в момент составления текста: «„Stan“ был одним из немногих треков, за который я сел и всё продумал. Я сразу знал, о чём она будет». Сама Дайдо же так описывала своё «участие» в композиции: «Однажды я получила письмо со словами: „Нам понравился ваш альбом, и мы использовали вашу песню для нашей. Надеемся, вы не возражаете, и надеюсь, вам наша композиция понравится“. Когда мне прислали копию „Stan“, я включила её в своём гостиничном номере и сказала: „Вау! Этот трек великолепен!“».
Звукозаписывающий лейбл предположил, что Эминем станет первым артистом, который продаст миллион копий своей будущей пластинки за первую неделю выпуска. Эти ожидания для артиста были напряжёнными, говоря, что был в тот момент напуган до смерти: «Я хотел быть успешным, но прежде всего я хотел уважения». После завершения записи, мейджор-лейбл посчитал, что на пластинке отсутствует песня, которая потенциально могла бы стать ведущим синглом. Чувствуя давление, музыкант вернулся в студию и записал «The Way I Am», сказав руководству: «Послушайте, это лучшее, что я могу сейчас сделать. Я не могу подарить вам ещё одну „My Name Is“ и не могу просто сидеть в студии и творить волшебство». Но после добавления «The Way I Am» в альбом, Эминем почувствовал желание написать ещё одну песню, поручил Dr. Dre создать бит и поехал домой писать текст — так и появилась «The Real Slim Shady». Продюсер заявлял, что эта песня для него была «забавной», «горячей» и «безумной».

## Музыка и тематика текстов

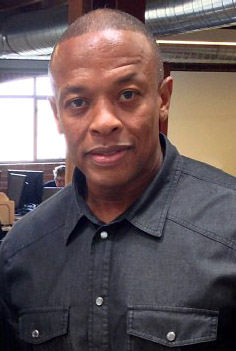
Первую половину The Marshall Mathers LP спродюсировал Dr. Dre вместе с Мел-Маном

Пластинку относят к жанрам хорроркор и хардкор-хип-хоп. Бо́льшую часть первой половины записи спродюсировали Dr. Dre и Мел-Ман, которые использовали «урезанные» биты для выделения вокала Эминема. На фоне нередко звучат «плавные басовые линии, заикания и просторные звуковые ландшафты». Вторую половину продюсировали братья Басс и лично Эминем. Единственным сторонним продюсером был The 45 King, спродюсировавшего сингл «Stan».
The Marshall Mathers LP считается «трансгрессивной» работой и исследует настоящую личность его автора по сравнению с The Slim Shady LP. Бо́льшая часть записи рассказывает о восхождении Эминема к славе и критике тех, кто ругал предыдущий альбом исполнителя. Помимо этого, артист рассказывает о своих отношениях с семьёй — в частности, с матерью, дочерью и женой Ким. На The Marshall Mathers LP преобладают интроспективные песни, а альтер эго Слим Шейди используется куда менее активно. Как писал редактор сайта AllMusic Стивен Томас Эрлевайн, «тексты альбома размывают границы между реальностью и вымыслом, юмором и ужасом, сатирой и документальным фильмом». Пластинка разнопланова в отношении настроения песен — от дерзких и юмористических композиций до «таких мрачных и депрессивных треков, что слушатель захочет увеличить значок о неприемлемом содержании на обложке». По словам Нила Штрауса из The New York Times, «Эминем никогда не даёт понять, какой персонаж — Слим Шейди или Маршалл Мэтерс — является маской, а какой настоящий человек, потому что чёткого ответа он не даёт».
Большинство песен посвящены перенесённым артистом трудностям в детстве и семейным проблемам, связанными с его мамой, («Kill You»), проблемам в отношениях со своей супругой («Kim»), его борьбой со статусом «суперзвезды» и ожиданиями («Stan», «I’m Back», «Marshall Mathers»), возвращением и влиянием на музыкальную индустрию, а также на общество и молодёжь («Remember Me?», «Bitch Please II», «Who Knew», «The Way I Am»), употреблению наркотиков («Drug Ballad», «The Kids») и реакционные колкости в ответ на критику за вульгарность и мрачные тексты («Criminal»). Несмотря на большое количество споров к текстам, лирика была положительно воспринята критиками и слушателями за словесную энергию и рифмы. Пластинка также содержит «гомофобные» высказывания — например, в «Criminal» присутствует строчка «My words are like a dagger with a jagged edge / That'll stab you in the head whether you're a fag or les...Hate fags? / The answer's yes». Альянс геев и лесбиянок против диффамации осудил лирику автора и раскритиковал пластинку за «поощрение насилия в отношении геев и лесбиянок». Однако редактор журнала The Advocate, представляющего интересы ЛГБТ, писал: «Если он избил тебя или меня за то, что ты гей, то логически следует, что он также изнасиловал свою собственную мать, убил жену и своего продюсера, Dr. Dre. Если воспринимать его буквально, то таково и приглашение Бритни Спирс — „ударь меня, детка, ещё раз“». Эминем подмечал, что слово «faggot» он стал использовать чаще после того, как «люди ополчились на него по этому поводу <…> чтобы их ещё больше позлить», но добавил: «Я думаю, некоторым людям трудно понять, что слово „faggot“ для меня не имеет ничего общего с сексуальными предпочтениями. Я имел в виду что-то большее, чем придурки или кретины». За свою провокационную лирику артиста подвергал критике даже евангельский проповедник Джеймс Добсон.
Как и предыдущий альбом, The Marshall Mathers LP начинается с интро «Public Service Announcement 2000», но на этот раз Джефф Басс и Эминем в своей саркастической манере предупреждают о том, что автору «пофиг что слушатель думает». Первый трек, «Kill You», рассказывает о противоречиях вокруг The Slim Shady LP, женских кошмарах и воспитании матерью-одиночкой, а также о её изнасиловании с последующей иронией о том, «что журналы будут трубить на обложках о его изнасиловании мамы». Шестиминутная «Stan» повествует об одержимом фанате рэпера, критикующего своего кумира за игнорирование его писем, впоследствии совершившего самоубийство вместе со своей беременной девушкой. Песня «Who Knew» затрагивает критиков, отмечавших прославление насилия в текстах артиста, попутно отмечая воспринимаемое лицемерие в американском обществе. За ней следует скит «Steve Berman», где президент отдела продаж лейбла Interscope Records Стив Берман открыто ругает Эминема за его лирику и заявляет ему, что альбом станет коммерческим провалом, подмечая, что Dr. Dre успешен, потому что он «читает рэп о кино, тупицах, 40-х годах и сучках», а он — «о геях и викодине».
«The Way I Am» — размышление об оказываемом давлении в надежде сохранить славу и страхе быть «загнанным в угол какой-нибудь маковой сенсацией». В этой песне музыкант также сожалеет о негативном внимании СМИ к противоречивым общественным деятелям после резни в «Колумбайне» или стрельбы в школе Джонсборо, вроде него или Мэрилина Мэнсона, и критикует новостные агентства за пристальное внимание к подобным трагедиям, игнорируя при этом ежедневное насилие в центре города. «The Real Slim Shady» высмеивает таких икон поп-культуры, как Бритни Спирс, Кристина Агилера и Уилл Смит. «Remember Me?» записана с участием рэпером RBX и Sticky Fingaz, которые «серьёзно ударяют по стигийской тьме в зловещем треке». В этой песне Маршалл заявляет: "I'm tryna clean up my fuckin' image / So I promised the fuckin' critics / I wouldn't say 'fuckin' for six minutes / (Six minutes, Slim Shady, you're on). Несмотря на то, что артист ещё раз произносит слово «fuck» в «Remember Me» и три раза в начале «I’m Back», в течение семи с половиной минут он не произносит это ругательство, так как дал первоначальное обещание.
В «I’m Back» представлены наблюдения Эминема о его восхождении к славе, объясняющие, что «он стал продукцией, потому что он белый». Следующая песня, «Marshall Mathers», являющаяся заглавной к альбому, пародирует припев песни группы LFO «Summer Girls», а Маршалл заявляет об отсутствии каких-либо достоинств у поп-звёзд, таких как Бритни Спирс, Backstreet Boys, NSYNC и Рики Мартин. Трек также нацелен на рэп-дуэт Insane Clown Posse, члены которого являются ярыми гомосексуалистами. «Drug Ballad», записанная при участии американской певицы Дины Рей, описывает борьбу рэпера со своей наркозависимостью, а также о некоторых переживаниях автора под воздействием экстази, которые делают его «чертовски сентиментальным, изливающим тебе душу». «Amityville» — тяжёлая басовая ода о жизни в Детройте, где рэпер вместе с Bizarre обсуждает коронацию его города как «столицы убийств США». «Bitch Please II» записана с участием Dr. Dre, Snoop Dogg, Nate Dogg и Xzibit и содержит элементы джи-фанка, а также R&B-напев Nate Dogg в припеве.
«Kim» — приквел к «’97 Bonnie & Clyde» с The Slim Shady LP, в котором Эминем «кричит на свою жену в безумном потоке ненависти, извергаемой сознанием». Песня начинается с милого и тихого диалога между музыкантом и его дочерью, но как только начинается бит, рэпер играет уже две роли — «разъярённого и угрожающего» самого себя и «издающую испуганные стоны и крики» Ким. Шестиминутная история заканчивается убийством Ким с последующими громкими издевательствами «BLEED, BITCH, BLEED!». За такой балладой следует «Under The Influence», где Эминем разговаривает в припеве «на тарабарщине», а рэп-группа D12 «разгуливается». Альбом заканчивается песней «Criminal», мелодия которой состоит из «вылизанного фортепиано, раскачивающего синтезатора и обманчиво упрощённого басового громыхания». В этом треке Эминем высмеивает критиков, которые слишком серьёзно относятся к его лирике — «half the shit I say, I just make it up to make you mad».

## Выход и обложки альбома
The Marshall Mathers LP вышел 23 мая 2000 года в США лейблами Aftermath Entertainment и Interscope Records; в Великобритании пластинка вышла 11 сентября, а за выпуск отвечал Polydor Records. Альбом имеет две основные обложки — на основной изображён Эминем, сидящий на крыльце своего дома, в котором он жил в подростковые годы. Во время фотосессии рэпер говорил, что испытывал смешанные чувства, потому что в этом доме у него, по собственному признанию, было много как хороших, так и плохих воспоминаний. Однако добавил, что «вернуться туда, где я вырос, и, наконец, сказать „я сделал это“, для меня было величайшим чувством в мире». На другой обложке же артист изображён сидящим в позе эмбриона под погрузочной платформой, а слева от него лежат пустая бутылка из-под алкоголя и рецептурные таблетки. Уилл Гермес из Entertainment Weekly сравнил изображение Эминема на обложке с «дисфункциональным маленьким негодяем» и углядел музыкальную эволюцию: «Легко читается, не правда ли? Начало: жестокая фантазия, отыгрыш персонажа. Продолжение: уязвимый творец обезличен».

### Цензура

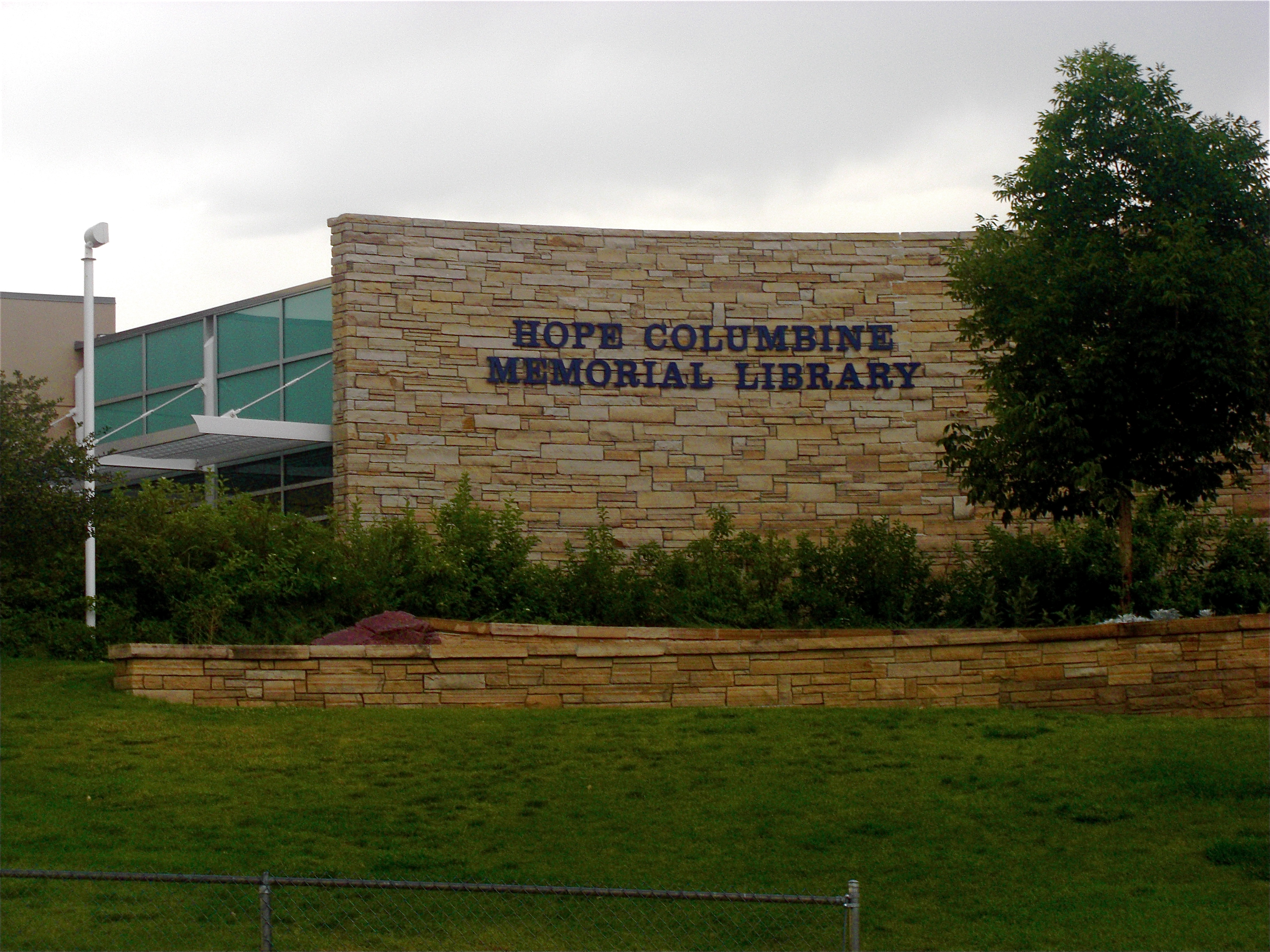
Какие-либо упоминания о событиях в «Колумбайне» в альбоме удалялись или маскировались даже на версии без цензуры

Автор книги «Отредактированная чистая версия: технология и культура контроля» Рейфорд Гинс описал цензурную версию The Marshall Mathers LP как «нечто среднее между чатом по мобильному телефону с ужасным подключением и известным хип-хоп лириком, страдающим неизлечимой икотой». В этой версии альбома часто либо полностью опускаются «грязные» слова, либо маскируются добавленными звуковыми эффектами. Однако абсолютно вся ненормативная лексика в пластинке не затронута — в частности такие слова, как «ass», «bitch», «goddamn» и «shit», никак не изменены. В «чистой» версии песни «The Real Slim Shady» слова «bitch» и «shit» всё же были удалены для трансляции по радио. Какие-либо отсылки на насилие и оружие были серьёзно изменены, а песни «Kill You», «Drug Ballad» и «Bitch Please II» указаны как «**** You», «Ballad» и «***** Please II» на задней стороне диска. Композиция «Kim» же полностью удалена и заменена песней о наркотиках «The Kids», стилизованной под мультсериал «Южный Парк».
Значительные правки были внесены в тексты песен, направленные против полиции, геев, хулиганов, школ, проституток и женщин. Из-за резни в «Колумбайне» в апреле 1999 года, звуки стрельбы и упоминания марок оружия были подвергнуты серьёзной цензуре. Лейбл Interscope Records настоял на удалении слов «kids» и «Columbine» из «I take seven [kids] from [Columbine], stand them all in line» из «I’m Back» даже из «грязной» версии альбома. Майк Рубин из Spin назвал цензуру «любопытным решением, учитывая, что тексты по типу „принимай наркоту / насилуй шлюх“, кажется, допустимы». Эминем прокомментировал свои тексты о стрельбе так: «Эта хрень с „Колумбайном“ чертовски обидна. Как бы мы ни сочувствовали жертвам, никто никогда не смотрел на это с грёбаной точки зрения детей, над которыми издевались — я имею ввиду, они покончили с собой. И это было потому, что они были доведены так далеко до гребаного края, что они были чертовски безумны. Я был очень зол». Лишь спустя 13 лет артист прочитал эту строчку полностью в песне «Rap God» из The Marshall Mathers LP 2. Помимо этого, строчка «it doesn't matter [your attorney Fred Gibson's a] faggot» из «Marshall Mathers» также подверглась цензуре в неотредактированной версии, поскольку она отсылает к адвокату его матери Дебби Нельсон, который помогал ей с подачей иска против рэпера за клевету в её адрес в текстах к The Slim Shady LP.

## Отзывы критиков
| Совокупная оценка    | Совокупная оценка |
| Источник             | Оценка            |
| -------------------- | ----------------- |
| Metacritic           | 78/100            |
| Оценки критиков      |                   |
| Источник             | Оценка            |
| Chicago Sun-Times    | [ 49 ]            |
| Entertainment Weekly | A−                |
| Los Angeles Times    | [ 20 ]            |
| Melody Maker         | [ 50 ]            |
| NME                  | 9/10              |
| Q                    | [ 52 ]            |
| Rolling Stone        | [ 16 ]            |
| The Source           | 4/5               |
| USA Today            | [ 54 ]            |
| The Village Voice    | A                 |

The Marshall Mathers LP на выходе получил «в основном положительные» отзывы согласно сайту-агрегатору Metacritic, оценка которого составляет 78 баллов из 100 на основе 21-й рецензии.
Рецензент Туре из журнала Rolling Stone «аплодировал» Dr. Dre за продюсирование и хвалил лонгплей за разнообразный лирический стиль Эминема, назвав пластинку «громкой, дикой, опасной, неконтролируемой, гротескной, мрачной, но дико увлекательной». Авторы статьи к журналу Melody Maker писали, что видение Эминема о «самосознании рэпа» действительно уникально, а Стив Сазерленд из NME описал лонгплей как «изнурительный штурм лирического гения», критикующий злонамеренные аспекты современного общества. Чак Эдди из The Village Voice сказал, что автор опирается на привлекательную музыку и демонстрирует эмоционально сложные и остроумные качества по сравнению с The Slim Shady LP. Роберт Кристгау же назвал The Marshall Mathers LP «исключительно остроумным, заметно вдумчивым и добросердечным, несомненно опасным произведением искусства, чья огромная развлекательная ценность никоим образом не ставит под угрозу его намеки на патологию, которая является как личной, так и политической». Уилл Гермес из Entertainment Weekly писал, что пластинка, будучи первым значимым альбомом 2000-х годов, является «защищённой от критики, лицемерной и душераздирающей» работой.
С другой стороны, музыкальный журналист Грег Кот писал, что его реакция была «смешанной» или «неохотно положительной» из-за некоторых тем альбома, хоть и похвалил «словесные навыки Эминема и трансгрессивный юмор». В своей рецензии к газете Los Angeles Times, Роберт Хилберн поставил три с половиной балла из четырёх, отняв половину исключительно «из-за повторяющейся гомофобии» в личной и концептуальной работе. Стив Джонс из USA Today высказал мнение, что «злобные и явно личные лирические нападки были бы почти утомительными, если бы не изобретательность Маршалла». Редакция журнала Q посчитала, что недовольные и нигилистические тексты Эминема могут быть слишком провокационными, из-за чего альбом не хочется переслушивать. Сал Чинквемани из Slant Magazine же был более критичен к пластинке и поставил ей всего полтора балла из пяти, назвав рэп автора «крайне неприятным»: «единственное, что хуже гомофобии Эминема, — незрелость, с которой он её проявляет». Редакция Spin посчитала, что, несмотря на отличный речитатив, в The Marshall Mathers LP преобладает ничем не примечательная и тусклая музыка.
Журналы Rolling Stone и Melody Maker назвали The Marshall Mathers LP лучшим альбомом 2000 года. В 2000 году лонгплей победил на MTV Europe Music Awards в категории «Лучший альбом». В следующем году пластинка выиграла «Грэмми» в номинациях «Лучший рэп-альбом» и «Лучшее сольное рэп-исполнение», в последней категории победу завоевал «The Real Slim Shady». Помимо этого, The Marshall Mathers LP была номинирована на «Альбом года», но проиграла Two Against Nature группы Steely Dan.

## Коммерческий успех

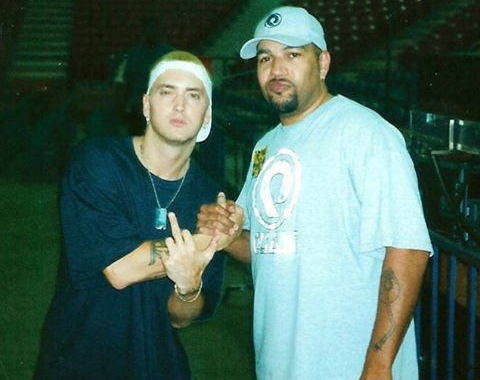
Эминем на Слип-трейн-арене во время летнего тура Up in Smoke Tour, состоявшегося спустя месяц после выхода The Marshall Mathers LP

За первую неделю было продано 1,78 миллиона копий, что сделало The Marshall Mathers LP, что сделало его одним из самых быстрораспродаваемых студийных альбомов в США. Количество продаж в два раза обогнало предыдущего рекордсмена рэп-альбомов — Doggystyle 1993 года. В последующие три недели запись разошлась тиражом от 520 до 800 тысяч — суммарно за месяц было продано 3,65 миллиона, став одним из немногих альбомов, продавшихся тиражом более полумиллиона за четыре недели. Альбом возглавлял чарт Billboard 200 в течение восьми недель, став четвёртым хип-хоп альбомом, которому удалось этого добиться. К концу 2000 года The Marshall Mathers LP был вторым самым продаваемым альбомом года в США с тиражом более восьми миллионов, а также самым продаваемым альбомом в Канаде с тиражом в 680 тысяч экземпляров.
По данным Billboard на 2022 год, The Marshall Mathers LP является одним из пятнадцати самых успешных альбомов XXI века, даже несмотря на то, что ни один из его синглов так и не возглавил чарт Billboard Hot 100. Самым крупным синглом пластинки был «The Real Slim Shady» — он достиг четвёртого места в Billboard Hot 100 и вершины британского чарта. Второй сингл, «The Way I Am», попала на восьмую строчку UK Singles Chart и 58-ю Billboard Hot 100. «Stan» стала хитом номер один в Великобритании и Австралии.
В 2010 году компания Nielsen SoundScan сообщила, что в США было продано 10,2 миллиона копий, что сделало пластинку четвёртой самой продаваемой десятилетия. Американская ассоциация звукозаписывающих компаний сертифицировала альбом как «бриллиантовый» за достижение отметки в 10 миллионов, что делает The Marshall Mathers LP одним из самых продаваемых альбомов Эминема в США. По состоянию на 2020 год, общемировое число продаж записи составляет 25 миллионов.

## Последующие события

### Наследие и ретроспективные оценки
| Оценки критиков               | Оценки критиков |
| Источник                      | Оценка          |
| ----------------------------- | --------------- |
| AllMusic                      | [ 18 ]          |
| Encyclopedia of Popular Music | [ 76 ]          |
| The Great Rock Discography    | 9/10            |
| Pitchfork                     | 9,4/10          |
| The Rolling Stone Album Guide | [ 79 ]          |
| Sputnikmusic                  | 5/5             |
| Том Халл                      | A               |
| XXL                           | 5/5             |

Альбом продолжает получать высокие оценки от музыкальной прессы и считается критиками одним из лучших альбомов в карьере Эминема и одним из величайших альбомов всех времён. Согласно сайту Acclaimed Music, альбом входит в список «200 самых популярных альбомов в истории музыки». В книге The Rolling Stone Album Guide, изданной в 2004 году, Кристиан Хорд писал, что автор «гораздо глубже погрузился в личную боль, чем в The Slim Shady LP, и как итог — получился шедевр, в котором слились более жестокие флоу с блестящим ощущением мрачности». По словам Ника Батлера из Sputnikmusic, The Marshall Mathers LP является не только культурно значимой пластинкой в американской популярной музыке, но и «по-настоящему особенной работой, ставшей канонической в рэпе за счёт своего духа рока». Инсанул Ахмед из Complex писал: «В то время, когда в чартах Billboard доминировали безупречно чистые поп-группы по типу NSYNC и Backstreet Boys, Эминем дерзко возразил этому американскому мейнстриму, покритиковав рэп-музыку, прославив, и, что ещё хуже, коммерциализировав секс, насилие и мракобесие. Этот альбом превратил его в мировую икону. Вокруг него было огромное количество споров и шумихи, но ничто из этого не умаляет его музыкальных достижений, и эта пластинка окончательно доказала, что детройтский рэпер был одарённым песенником, блестящим лириком и дальновидным художником». Бывший соавтор альбомов Эминема Майк Элизондо говорил: «Я чувствовал, что Маршалл был частью волны с Тарантино и его фильмами „Криминальное чтиво“ и „Бешеные псы“. Это следующий уровень искусства с невероятными графическими образами, которые он умел рисовать. Нравится ли вам это или нет, но очевидно, что Маршалл был очень искусен в историях, которые рассказывал».
Джефф Вайс из The Ringer писал: «The Marshall Mathers LP подтвердил, что Эминем является отчуждённым голосом поколения, едким клином, перегоняющего дух Элвиса Пресли, Холдена Колфилда, Джонни Роттена, Курта Кобейна, Картмана из „Южного Парка“ и Тупака. В постмодернистской бездне, где всё перформативно, это, вероятно, был последний альбом, который мог шокировать по-настоящему». Дэн Оззи из Vice подчёркивал, что Маршалл «был единственным артистом, с которым старшеклассники, казалось, единодушно общались. <…> Он олицетворял всё, что связано со старшими школьными годами: слепую ярость, бунтарский дух и подростковую фрустрацию». Майк Белл из Spin написал, что запись и по сей день остаётся одной из самых признанных критиками, коммерчески успешной и влиятельной в истории рэпа, отметив, что альбом повлиял на таких исполнителей, как Tyler, the Creator, Кендрик Ламар, Juice WRLD и Эрл Свэтшот. Бонс Томпсон из Medium описал The Marshall Mathers LP как «мастерское слияние панка, блюграсса и андеграундного хип-хопа, давшее жизнь уникальному бренду американскому рэпу». Журналист также отмечал влияние пластинки на белых рэп-музыкантов, заявив, что Эминем «гомогенизировал термин „белый рэпер“».
Редакция журнала Rolling Stone в 2003 году изначально ставила лонгплей на 302-е место своего списка «500 величайших альбомов всех времён», но в пересмотренных изданиях от 2012-го и 2020-го пластинка фигурирует на 244-м и 145-м месте соответственно. Этот же журнал ставил его на седьмую позицию «100 лучших альбомов 2000-х годов» и на 25-е списка «200 величайших рэп-альбомов всех времён». Журнал NME также поставил его на 133-ю строчку своего идентичного списка величайших альбомов. The Marshall Mathers LP фигурирует в альманахе «Тысяча и один музыкальный альбом, который стоит прослушать, прежде чем вы умрёте». Сайт IGN в 2004 году ставил запись на 24-ю строчку «величайших рэп-альбомов». В 2006-м Time включила пластинку в свою сотню величайших всех альбомов всех времён, а Q поставила её на 85-е место идентичного списка — это самая высокая позиция для рэп-альбома в списке, особенно с учётом нейтральной рецензии на запись от редакции журнала. The Marshall Mathers LP также занимается самую высокую строчку «200 лучших альбомов всех времён», составленной ассоциацией музыкального бизнеса и Залом славы рок-н-ролла — 28-ю. Сайты Complex, Pitchfork и The A.V. Club, а также газета The Guardian включали запись в свои списки лучших альбомов десятилетия. The Marshall Mathers LP замкнула десятку лучших альбомов десятилетия, составленной Popdose. В 2015 году альбом попал на 81-е место топа «100 лучших хип-хоп альбомов всех времён», составленного редакцией About.com.
Песня «Stan», рассказывающая о сумасшедшем фанате, была отмечена критиками как поэтическое произведение, а слово «stan» было занесено в Оксфордский словарь английского языка. 5 ноября 2013 года альбом получил «духовное» продолжение — The Marshall Mathers LP 2.

### Споры и скандалы
Альбом выдвинул Эминема на передний план американской поп-культуры, но вызвал множество скандалов. На слушаниях в Сенате США Линн Чейни резко раскритиковала артиста и компанию Seagram за «пропаганду насилия в отношении женщин в самом унизительном виде» и назвала его «рэпером, выступающего за убийства и изнасилования». В качестве примера она привела текст к «Kill You»: «Он говорит об убийстве и изнасиловании своей матери. Он говорит о том, как медленно душит женщину, чтобы долго слышать её крики. Он говорит о том, что вооружён мачете О. Джея и готов убивать женщин. И это человек, которого чтит индустрия звукозаписи». Чейни также выдвинула параллель между резнёй в «Колумбайне» и жестокой музыкой Эминема и Мэрилина Мэнсона, описав обоих как «вносящих вклад в культуру насилия в США», и призвала ввести музыкальные ограничения для тех, кто хочет покупать музыку с провокационным содержанием.
26 октября 2000 года Эминем должен был выступать в Торонто на стадионе «Роджерс Центр». Однако генеральный прокурор Онтарио Джим Флаэрти утверждал, что правительство Канады должно остановить Эминема на границе. «Лично я не хочу, что в Канаду приезжал человек, пропагандирующий насилие в отношении женщин» — сказал политик. Флаэрти утверждал, что испытывал отвращение, читая текст к «Kill You», в которой были строчки: «Slut, you think I won't choke no whore / till the vocal cords don't work in her throat no more?!». Общественность, в особенности поклонники Эминема отрицательно отнеслась к просьбе политика и сетовала на свободу слова. Член правительства Канады Майкл Брайант предложил музыканту выступить, а затем привлечь его к ответственности за преступление на почве ненависти из-за пропаганды насилия над противоположным полом. Автор Роберт Эверетт-Грин от редакции The Globe and Mail написал, что «агрессия Эминем — это как его работа». Несмотря на все противоречия, артисту всё же разрешили въезд в Канаду, а концерт — состоялся.
Исследования от 2001 и 2004 годов, проведённые Эдвардом Армстронгом, показали, что одиннадцать из четырнадцати песен из The Marshall Mathers LP содержат жестокие и женоненавистнические тексты, а девять из них описывают убийства женщин путём удушения, нанесения ножевых ранений, утопления, стрельбы и обезглавливания. Эминем набрал более 78 % процентов за насильственную мизогинию, обойдя по этому показателю даже весь гангста-рэп, у которого всего 22 %. По заявлению Армстронга, женоненавистничество характеризует бо́льшую часть музыки артиста, а сам рэпер только «подтверждает подлинность своих самопрезентаций». В сентябре 2015 года пятнадцатилетний мальчик из Фресно, штат Калифорния, был арестован за якобы террористические угрозы после того, как поделился в Instagram отрывком песни «I’m Back» про «Колумбайн».

### Реакция других музыкантов

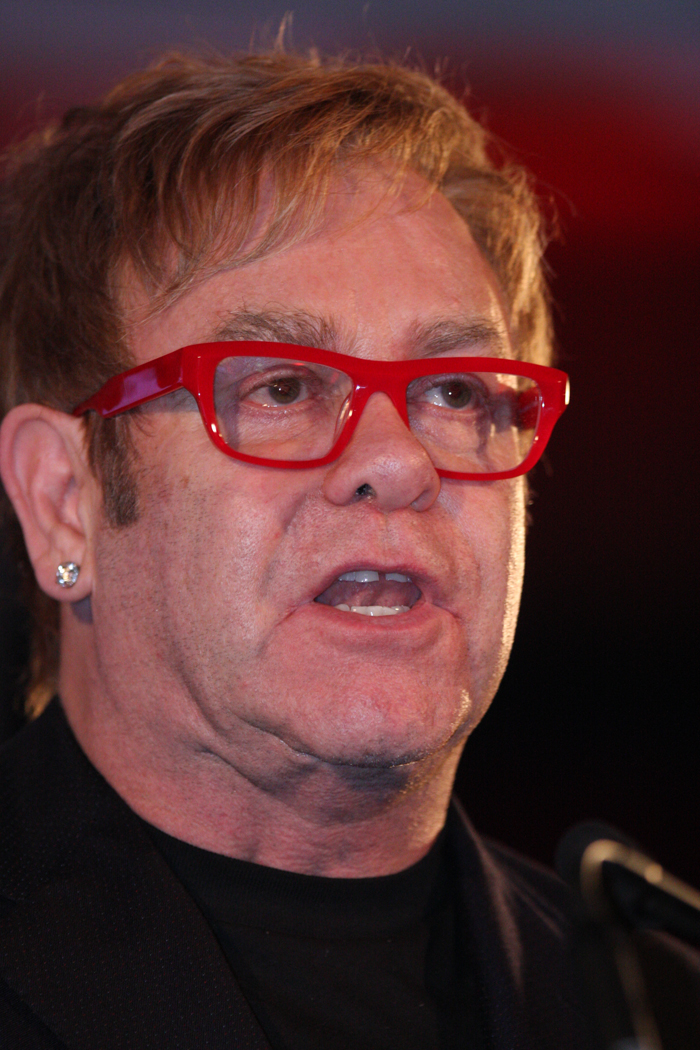
Даже несмотря на выступление Эминема вместе с Элтоном Джоном, ЛГБТ-сообщество и лично GLAAD высказывались против подобного поступка

После того, как The Marshall Mathers LP была номинирована на четыре премии «Грэмми», включая номинацию «Альбом года», протесты от GLAAD против содержания альбома достигли апогея. На церемонии Эминем исполнил «Stan» в дуэте с Элтоном Джоном, исполнившего припев и игравшего на фортепиано. Это выступление стало прямым ответом всем людям, заявлявших о наличии гомофобии в его текстах. Сам Эминем описывал выступление на «Грэмми» так: «Я слышал об Элтоне Джоне, но я не знал, что он гей. Я вообще ничего не знал о его личной жизни. На самом деле мне было всё равно, но поскольку он был геем и прикрывал меня, я думаю, это само по себе говорило о том, что Элтон понял, откуда я пришёл». Но GLAAD не изменял своей позиции и высказывался против подобного решения со стороны британского певца.
Певица Кристина Агилера была расстроена упоминанием в «The Real Slim Shady» — «Christina Aguilera better switch me chairs so I can sit next to Carson Daly and Fred Durst / and hear 'em argue over who she gave head to first», и назвала «отвратительной и оскорбительной неправдой». Эминем включил эту строчку после того, как разозлился на неё за то, что та сообщила о тайном браке музыканта с Ким без его согласия каналу MTV. Однако позже артисты уладили свои разногласия, обнялись за кулисами на церемонии вручения премии MTV Video Music Awards 2002 года, а Агилера даже пришла на премьеру фильма «8 миля».
В 2002 году французский джазовый пианист Жак Лусье предъявил иск Эминему и Dr. Dre, от которых требовал 10 миллионов долларов, заявив, что бит трека «Kill You» был украден из его песни «Pulsion». Лусье потребовал, чтобы все продажи The Marshall Mathers LP были остановлены, а все оставшиеся копии — уничтожены. Дата судебного заседания была запланирована на июнь 2004 года, но стороны урегулировали дело вне суда.

## Список композиций
Данные песен приведены согласно буклету альбома и сайту Tidal.
| №                   | Название                                                             | Автор(ы)                                                                     | Продюсеры                 | Длительность             |
| ------------------- | -------------------------------------------------------------------- | ---------------------------------------------------------------------------- | ------------------------- | ------------------------ |
| 1.                  | «Public Service Announcement» (скит) (исполняют Джефф Басс и Эминем) | М. Мэтерс, Джефф Басс                                                        | Эминем, F.B.T.            | 0:25                     |
| 2.                  | «Kill You»                                                           | М. Мэтерс, А. Янг, М. Брэдфорд                                               | Dr. Dre, Мел-Ман          | 4:24                     |
| 3.                  | «Stan» (при участии Дайдо)                                           | Мэтерс, Янг                                                                  | The 45 King, Эминем (со.) | 6:44                     |
| 4.                  | «Paul» (скит) (исполняет Пол Розенберг)                              | Мэтерс, М. Басс, Д. Басс                                                     |                           | 0:10                     |
| 5.                  | «Who Knew»                                                           | Мэтерс, Янг, Брэдфорд                                                        | Dr. Dre, Мел-Ман          | 3:47                     |
| 6.                  | «Steve Berman» (скит) (исполняют Эминем и Стив Берман)               | Мэтерс, Янг, Брэдфорд, Розенберг, Дин Гейтслингер                            | Dr. Dre, Мел-Ман          | 0:53                     |
| 7.                  | «The Way I Am»                                                       | Мэтерс                                                                       | Эминем                    | 4:50                     |
| 8.                  | «The Real Slim Shady»                                                | Мэтерс, Янг, Брэдфорд, М. Элизондо, Т. Костер                                | Dr. Dre, Мел-Ман          | 4:44                     |
| 9.                  | «Remember Me?» (при участии RBX и Sticky Fingaz)                     | Мэтерс, Янг, Брэдфорд, Э. Коллинз, К. Джонс                                  | Dr. Dre, Мел-Ман          | 3:38                     |
| 10.                 | «I’m Back»                                                           | Мэтерс, Янг, Брэдфорд                                                        | Dr. Dre, Мел-Ман          | 5:10                     |
| 11.                 | «Marshall Mathers»                                                   | Мэтерс, М. Басс, Д. Басс                                                     | Эминем, F.B.T.            | 5:20                     |
| 12.                 | «Ken Kaniff» (скит))                                                 | Мэтерс                                                                       | Dr. Dre, Мел-Ман          | 1:16                     |
| 13.                 | «Drug Ballad» (при участии Дины Рей)                                 | Мэтерс, М. Басс, Д. Басс                                                     | Эминем, F.B.T.            | 3:39                     |
| 14.                 | «Amityville» (при участии Bizarre)                                   | Мэтерс, М. Басс, Д. Басс, Р. Джонсон                                         | Эминем, F.B.T.            | 4:14                     |
| 15.                 | «Bitch Please II»                                                    | Мэтерс, Янг, Брэдфорд, Элизондо, К. Бродус, Э. Джойнер                       | Dr. Dre                   | 4:48                     |
| 16.                 | «Kim»                                                                | Мэтерс, М. Басс, Д. Басс                                                     | Эминем, F.B.T.            | 6:17                     |
| 17.                 | «Under the Influence» (при участии D12)                              | Мэтерс, М. Басс, Д. Басс, Д. Холтон, Джонсон, О. Мур, В. Карлисль, Д. Портер | Эминем, F.B.T.            | 5:21                     |
| 18.                 | «Criminal»                                                           | Мэтерс, М. Басс, Д. Басс                                                     | Эминем, F.B.T.            | 5:18                     |
| Общая длительность: | Общая длительность:                                                  | Общая длительность:                                                          | Общая длительность:       | Общая длительность 72:04 |

| №                   | Название            | Автор(ы)                       | Продюсеры           | Длительность |
| ------------------- | ------------------- | ------------------------------ | ------------------- | ------------ |
| 19.                 | «The Kids»          | Мэтерс, братья Басс, Стив Кинг | Эминем, F.B.T.      | 5:06         |
| Общая длительность: | Общая длительность: | Общая длительность:            | Общая длительность: | 77:10        |

| №                   | Название                                                       | Автор(ы)                       | Продюсеры                 | Длительность |
| ------------------- | -------------------------------------------------------------- | ------------------------------ | ------------------------- | ------------ |
| 1.                  | «The Real Slim Shady» (instrumental)                           |                                | Dr. Dre, Мел-Ман          | 4:46         |
| 2.                  | «The Way I Am» (instrumental)                                  |                                | Эминем                    | 4:52         |
| 3.                  | «Stan» (instrumental)                                          |                                | The 45 King, Эминем (со.) | 6:45         |
| 4.                  | «The Kids» (explicit version)                                  | Мэтерс, братья Басс, Стив Кинг | Эминем, F.B.T.            | 5:06         |
| 5.                  | «The Way I Am» (ремикс Дэнни Лонера, при уч. Мэрилина Мэнсона) | Мэтерс, Брайан Уорнер          | Эминем, Дэнни Лонер       | 4:58         |
| Общая длительность: | Общая длительность:                                            | Общая длительность:            | Общая длительность:       | 98:31        |

| №                   | Название                                                        | Длительность |
| ------------------- | --------------------------------------------------------------- | ------------ |
| 6.                  | «The Real Slim Shady» (музыкальное видео) (режиссёрская версия) | 4:27         |
| 7.                  | «The Way I Am» (музыкальное видео))                             | 5:01         |
| 8.                  | «Stan» (музыкальное видео) (режиссёрская версия)                | 8:09         |
| Общая длительность: | Общая длительность:                                             | 116:08       |

## Позиции в чартах

### Еженедельные чарты
| Чарт (2000—2001)                       | Высшая позиция |
| -------------------------------------- | -------------- |
| Австралия (ARIA)                       | 1              |
| Австрия (Ö3 Austria)                   | 1              |
| Бельгия/Фландрия (Ultratop)            | 1              |
| Бельгия/Валлония (Ultratop)            | 3              |
| Канада (Canadian Albums Chart)         | 1              |
| Дания (Hitlisten)                      | 1              |
| Нидерланды (Album Top 100)             | 2              |
| European Top 100 Albums                | 1              |
| Финляндия (Suomen virallinen lista)    | 1              |
| Франция (SNEP)                         | 2              |
| Германия (Offizielle Top 100)          | 3              |
| Греция (IFPI Greece)                   | 1              |
| Венгрия (MAHASZ)                       | 3              |
| Ирландия (IRMA)                        | 1              |
| Италия (Classifica album)              | 7              |
| Япония (Oricon)                        | 52             |
| Новая Зеландия (RMNZ)                  | 1              |
| Норвегия (VG-lista)                    | 3              |
| Польша (ZPAV)                          | 9              |
| Португалия (AFP)                       | 2              |
| ЮАР (RISA)                             | 1              |
| Испания (AFYVE)                        | 6              |
| Швеция (Sverigetopplistan)             | 2              |
| Швейцария (Schweizer Hitparade)        | 2              |
| Великобритания (UK Albums Chart)       | 1              |
| Великобритания (UK R&B Albums Chart)   | 1              |
| США (Billboard 200)                    | 1              |
| США (Billboard Top R&B/Hip-Hop Albums) | 1              |

| Чарт (2002)                        | Позиция |
| ---------------------------------- | ------- |
| США (Billboard Top Catalog Albums) | 1       |

### Годовые чарты
| Чарт (2000)                            | Позиция |
| -------------------------------------- | ------- |
| Австралия (ARIA)                       | 30      |
| Австрия (Ö3 Austria)                   | 12      |
| Бельгия (Ultratop Flanders)            | 9       |
| Бельгия (Ultratop Wallonia)            | 12      |
| Канада (Nielsen SoundScan)             | 1       |
| Дания (Hitlisten)                      | 20      |
| Дания (Album Top 100)                  | 5       |
| European Albums (Music & Media)        | 4       |
| Франция (SNEP)                         | 10      |
| Германия (Offizielle Top 100)          | 12      |
| Новая Зеландия (RMNZ)                  | 9       |
| Норвегия (VG-lista)                    | 5       |
| Норвегия (VG-lista)                    | 8       |
| Норвегия (VG-lista)                    | 1       |
| Республика Корея (MIAK)                | 41      |
| Швеция (Sverigetopplistan)             | 3       |
| Швейцария (Schweizer Hitparade)        | 12      |
| Англия (OCC)                           | 3       |
| США (Billboard 200)                    | 3       |
| США (Billboard Top R&B/Hip-Hop Albums) | 2       |
| Worldwide Albums (IFPI)                | 2       |

| Чарт (2001)                            | Позиция |
| -------------------------------------- | ------- |
| Австралия (ARIA)                       | 12      |
| Австралия (ARIA Hip Hop/R&B Albums)    | 3       |
| Австрия (Ö3 Austria)                   | 7       |
| Бельгия (Ultratop Flanders)            | 9       |
| Бельгия (Ultratop Wallonia)            | 9       |
| Канада (Nielsen SoundScan)             | 107     |
| Дания (Hitlisten)                      | 46      |
| Дания (Album Top 100)                  | 44      |
| European Albums (Music & Media)        | 5       |
| Франция (SNEP)                         | 58      |
| Германия (Offizielle Top 100)          | 24      |
| Италия (FIMI)                          | 40      |
| Новая Зеландия (RMNZ)                  | 24      |
| Испания (AFYVE)                        | 37      |
| Швеция (Sverigetopplistan)             | 90      |
| Швейцария (Schweizer Hitparade)        | 17      |
| Англия (OCC)                           | 40      |
| США (Billboard 200)                    | 72      |
| США (Billboard Top R&B/Hip-Hop Albums) | 65      |

| Чарт (2002)                                   | Позиция |
| --------------------------------------------- | ------- |
| Австралия (ARIA Hip Hop/R&B Albums)           | 12      |
| Канада (Nielsen SoundScan Alternative Albums) | 87      |
| Канада (Nielsen SoundScan R&B Albums)         | 50      |
| Канада (Nielsen SoundScan Rap Albums)         | 26      |

| Чарт (2003)                         | Позиция |
| ----------------------------------- | ------- |
| Австралия (ARIA Hip Hop/R&B Albums) | 16      |
| Германия (Offizielle Top 100)       | 74      |
| Англия (OCC)                        | 169     |

| Чарт (2011)                    | Позиция |
| ------------------------------ | ------- |
| США (Billboard 200)            | 199     |
| США (Billboard Catalog Albums) | 16      |

| Чарт (2014)                    | Позиция |
| ------------------------------ | ------- |
| США (Billboard Catalog Albums) | 28      |

| Чарт (2019)                         | Позиция |
| ----------------------------------- | ------- |
| Австралия (ARIA Hip Hop/R&B Albums) | 72      |
| Новая Зеландия (RMNZ)               | 43      |

| Чарт (2000—2009)                       | Позиция |
| -------------------------------------- | ------- |
| Австралия (ARIA)                       | 79      |
| Англия (OCC)                           | 16      |
| США (Billboard 200)                    | 7       |
| США (Billboard Top Hip-Hop/R&B Albums) | 2       |

## Сертификации
| Регион | Сертификация   | Продажи    |
| --- | -------------- | ---------- |
| Аргентина (CAPIF) | Золотой        | 30 000^    |
| Австралия (ARIA) | 4× Платиновый  | 280 000^   |
| Австрия (IFPI Austria) | Платиновый     | 50 000*    |
| Бельгия (BEA) | 2× Платиновый  | 100 000*   |
| Бразилия (ABPD) | Золотой        | 100 000*   |
| Канада (Music Canada) | 8× Платиновый  | 800 000^   |
| Центральная Америка (CFC) | Платиновый     |            |
| Дания (IFPI Danmark) | 5× Платиновый  | 100 000    |
| Финляндия (Musiikkituottajat) | Платиновый     | 40,055     |
| Франция (SNEP) | 2× Платиновый  | 600 000*   |
| Германия (BVMI) | 3× Платиновый  | 900 000    |
| Греция (IFPI Greece) | Золотой        | 15 000^    |
| Венгрия (Mahasz) | Золотой        |            |
| Италия · 2000-2001 sales | —              | 200,000    |
| Италия (FIMI) · sales since 2009 | Платиновый     | 50 000     |
| Япония (RIAJ) | Платиновый     | 200 000^   |
| Мексика (AMPROFON) | Платиновый     | 150 000^   |
| Нидерланды (NVPI) | Платиновый     | 80 000^    |
| Новая Зеландия (RMNZ) | 5× Платиновый  | 75 000^    |
| Норвегия (IFPI Norway) | 2× Платиновый  | 100 000*   |
| Польша (ZPAV) | Платиновый     | 100 000*   |
| ЮАР (RISA) | 2× Платиновый  | 100 000*   |
| Республика Корея | —              | 106,486    |
| Испания (PROMUSICAE) | Платиновый     | 100 000^   |
| Швеция (GLF) | 2× Платиновый  | 160 000^   |
| Швейцария (IFPI Switzerland) | 4× Платиновый  | 200 000^   |
| Великобритания (BPI) | 9× Платиновый  | 2 700 000  |
| США (RIAA) | 11× Платиновый | 12,540,000 |
| Итого |                |            |
| Европа (IFPI) | 6× Платиновый  | 6 000 000* |
| * Данные о продажах приведены только на основе сертификации. · ^ Данные о тиражах приведены только на основе сертификации. · Данные о продажах + прослушиваниях приведены только на основе сертификации. |                |            |